# 中央电影企业股份有限公司
中央电影企业股份有限公司是1947年4月由中央电影摄影场改组成立的电影制片公司，简称“中电”，隶属于中国国民党中央宣传部。

## 歷史
1934年在陈果夫、叶楚伧创议下，中国国民党中央宣传委员会文艺科电影股在南京市组建了中央电影摄影场（简称“中电”），场长由电影股总干事兼任，先后为黄英（旋即病逝）、1936年张冲、1936年张北海、1937年6月罗学濂。中电拍摄了几十本新闻纪录片、几本反共军事教育片（如《剿赤写真》、《赤匪祸粤记》等），在南京期间仅拍摄过两部故事片《战士》、《密电码》。
抗日战争爆发后，拍摄纪录片《芦沟桥事变》。1937年秋迁芜湖，摄制2部新闻片《淞沪前线》、《空军战绩》，3本歌曲片《爱国歌唱选集》、《前进》和《教我如何不想他》。1937年11月，将电影器材运抵武汉。1938年，迁至重庆南岸玄坛庙(今南滨路)黄家巷，租赁富商黄锡滋的别墅大院作为场址，并在此运作了长达7年零9个月。借用上清寺范庄摄制影片，后建摄影厂房。编导程步高、沈西苓、孙瑜，演员赵丹、白杨、魏鹤龄、金焰、王人美等先后参加。拍摄了10多部新闻纪录片《东战场》、《克复台儿庄》、《抗战第九月》、《敌机暴行及我空军东征》、《廿八年一月十五日敌机滥炸重庆》、《廿八年五月三、四日敌机滥炸重庆》等及短纪录片《重庆的防空》、《黄自教授遗作选集》、《活跃的西线》、《胜利的前奏》、《抗战中国》，大型纪录片《西藏巡礼》等，以宣传抗日为内容的3部故事影片《孤城喋血》、《中华儿女》、《长空万里》（1940年）等。其中，沈西苓编导的故事片《中华儿女》是一部优秀的抗战影片，於1939年秋公映，1950年7月获捷克斯洛伐克第5届卡罗维发利国际电影节自由斗争奖，是中国最早获国际荣誉的电影。还曾组织中电剧团演出话剧。
1942年元旦，陈立夫任部长的中華民國教育部在重庆市成立中华教育电影制片厂（简称“中教”）。1943年，陈果夫任董事长的中国农民银行投资在重庆市设立中国农业教育电影制片厂（简称“农教”）。
抗日战争胜利後，接收汪精衛政府中华电影联合股份有限公司（简称“华影”）、华北临时政府华北电影股份有限公司，分别成立：
- 第一电影制片厂（中电一厂）：位于上海市，拍摄新闻片、纪录片、卡通片。
- 第二电影制片厂（中电二厂）：位于上海市，拍摄故事片；
- 第三电影制片厂（中电三厂）：位于北平市新街口北大街，有三座摄影棚，拍摄故事片，兼顾新闻片、纪录片。原华北临时政府“华北电影股份有限公司”。

1946年5月26日，著名电影演员金山作为中国国民党中央宣传部的接收大员，随国军抵达长春，接收了满映原址及器材、人员，成立长春电影制片厂（简称“长制”），金山任厂长。金山的公开政治面貌为无党派，实际上是1932年加入中共的地下党员。1947年长制拍摄故事片《松花江上》。长制的第二部故事片是抗日题材的《小白龙》，筹拍时东北人民解放军开始长春围城，金山率长制骨干人员乘飞机赴北平市，借用“中央电影企业股份有限公司三厂”名义开始筹备拍摄《哈尔滨之夜》。
1947年4月，中电改组为中央电影企业股份有限公司（简称“中影公司”），董事长张道藩，总经理罗学濂。
1946年3月，農業教育電影公司（简称“农教”）成立，總部設於重慶市，製片廠設於南京市太平門外；1946年5月，農教總部遷至南京市。1949年，中教、农教迁台。农教分工拍摄反共题材故事片《恶梦初醒》（1951年）、《黑名单》（1951年）、《永不分离》（1951年）、《原来如此》、《军中芳草》（1951年）、《梅岗春回》（1954年）、《风尘劫》等。1954年9月1日，农教与“台灣電影事業股份有限公司”合并为中央电影事业股份有限公司（简称“中影”）。